# Prooedema
Prooedema es un género monotípico de mariposa perteneciente a la familia Crambidae, subfamilia Spilomelinae. Su única especie, Prooedema inscisa se encuentra en Asia.